# Henry Billington
Pour les articles homonymes, voir Billington.
Henry Billington est un joueur britannique de tennis, né à Roundway le 12 novembre 1908 et décédé à Newbury (Berkshire) le 29 novembre 1980. Il a été 1/4 de finaliste à Roland-Garros en 1939.

## Carrière
Il joue à Roland-Garros en 1939 (1/4 de finale perdu contre Thomas Cooke) et après l'interruption en 1946 et à Wimbledon de 1934 à 1954 seulement interrompu par la guerre de 1939 à 1945 (1/16 en 1948, 1950 et 1951).
Il joue à plusieurs reprises en Coupe Davis dans les années 1940-1950.
Il est le mari de la joueuse de tennis Susan Billington, et le grand-père maternel du joueur de tennis Tim Henman.

### Finales en simples
- 1937 : Dulwich Covered courts championships, perd contre Frank Wilde (?)
- 1953 : Lee-on-Solent, perd contre Don Black (6-4 6-1)